# Dimaitherium
Dimaitherium — вимерлий гіракоїд, який існував на території сучасного Єгипту в період пізнього еоцену. Його вперше назвали Євгені Барроу, Ерік Р. Зайфферт і Елвін Л. Сімонс у 2010 році. Типовий вид — Dimaitherium patnaiki.